# Schizocosa salara
Schizocosa salara este o specie de păianjeni din genul Schizocosa, familia Lycosidae. A fost descrisă pentru prima dată de Roewer, 1960.
Este endemică în Afghanistan. Conform Catalogue of Life specia Schizocosa salara nu are subspecii cunoscute.